# 71 Cygni
71 Cygni, som är stjärnans Flamsteed-beteckning, är en ensam stjärna belägen i den mellersta delen av stjärnbilden Svanen, som också har Bayer-beteckningen g Cygni. Den har en  skenbar magnitud på ca 5,22 och är svagt synlig för blotta ögat där ljusföroreningar ej förekommer. Baserat på parallax Gaia Data Release 2 på ca 15,4 mas, beräknas den befinna sig på ett avstånd på ca 212 ljusår (ca 65 parsek) från solen. Den rör sig närmare solen med en heliocentrisk radialhastighet av ca –21,5 km/s.

## Egenskaper
71 Cygni är en orange till gul jättestjärna av spektralklass K0- III, vilket betyder att den har förbrukat förrådet av väte i dess kärna och utvidgas. Den är en röd klumpjätte, vilket tyder på att den befinner sig på den horisontella jättegrenen av Hertzsprung-Russell-diagrammet och genererar energi genom termonukleär fusion av helium i dess centrum. Den har en massa som är ca 2 solmassor, en radie som är ca 8 solradier och utsänder ca 45 gånger mera energi än solen från dess fotosfär vid en effektiv temperatur av ca 5 000 K.